# لويس كريستون
لويس كريستون (بالإنجليزية: Lewis Christon)‏ هو لاعب كرة قدم بريطاني في مركز الدفاع، ولد في 24 يناير 1989 في ميلتون كينز في المملكة المتحدة. لعب مع أكسفورد سيتي وإيه أف سي ويمبلدون ونادي وكينغ وويكمب وندررز.

## وصلات خارجية
- لويس كريستون على موقع قاعدة بيانات كرة القدم.إي يو (الإنجليزية)
- لويس كريستون على موقع Soccerbase.com (لاعب) (الإنجليزية)